# Johanna Straub (Autorin)
Johanna Straub (* 5. Februar 1970 in Hamburg) ist eine deutsche Autorin und Filmemacherin.
Sie studierte in Tübingen Allgemeine Rhetorik, Komparatistik und Empirische Kulturwissenschaft und ist Mitinitiatorin der Tübinger Kurz- und Kleinphilmnacht. Später leitete sie einen Vertrieb für Dokumentarfilme in Leipzig. 2002 ging Straub nach Berlin und machte sich selbständig.

## Werke
Romane
- Das Zebra hat schwarze Streifen, damit man die weißen besser sieht. Liebeskind Verlagsbuchhandlung, München 2007, ISBN 978-3-935890-41-0
- Das Beste daran. Liebeskind Verlagsbuchhandlung, München 2010 ISBN 978-3-935890-69-4

Anthologien
- Routine, In: Verdächtige Freunde, Scherz Verlag, Frankfurt am Main 2004, ISBN 978-3502520085
- Die Summe der Teile, In: Herz und Schmerz. Berliner Zehn-Minuten-Geschichten, Jaron Verlag, Berlin 2006, ISBN 978-3897735460
- Evolution, In: poet(mag) 1, Passage Verlag, Leipzig 2006, ISBN 978-3-938543-18-4
- Amanda Manichmal, In: Gedankenspiele. Dialoge zwischen Malerei und Gegenwartsliteratur, Achilla Presse, Stollhamm-Butjadingen 2008, ISBN 978-3940350077
- Ytong, In: Auf der Suche nach der Inspiration des Ufers, Edition Kunstbox im Otto Müller Verlag, Salzburg 2008, ISBN 978-3701311477

Filme
- Mutterstücke. Episodendokumentarfilm, Deutschland 2006, 58 min, Digibeta – Konzeption, Regie, Produktion
- Dönerkebabuja. Kurzspielfilm, Deutschland 2004, 13 min, 16mm - Buch, Regie, Schnitt, Produktion (zusammen mit Gürkan Önal)

## Auszeichnungen
- 2009 Stipendium des Heinrich-Heine-Hauses der Stadt Lüneburg